# 薩圖尼諾·德拉富恩特
薩圖尼諾·德拉富恩特·加西亞（西班牙語：Saturnino de la Fuente García，1909年2月11日—2022年1月18日）是一位西班牙超級人瑞，享嵩壽112歲341天。2021年8月12日波多黎各超級人瑞埃米利奧·弗洛雷斯·馬爾克斯過世後，薩圖尼諾·德拉富恩特成為在世最長壽的男性。

## 生平
德拉富恩特於1909年2月11日生於西班牙萊昂省萊昂，他居住於該地直至逝世。他的出生日期有多種說法，他的家人聲稱他於2月8日出生，而他的身份證則寫著2月12日。他於五歲時患上西班牙流感並從中康復 。
他於1927年成為球隊普恩特卡斯特羅的元祖球員，於球賽中擔任中鋒，退役後於球隊擔任鞋匠為球員製鞋。1933年與安托妮娜·巴里奧·古蒂埃雷茲（Antonina Barrio Gutiérrez）結婚，育有一子七女，其中一人於孩童時期夭折。1936年西班牙内战爆發，由於他過於矮小（約1.50米）而沒有上戰場，但他仍為軍隊製鞋。翌年一艘秃鹰军团戰機在他家墜毀，他並沒有受傷。
他於2019年成為超級人瑞，同年4月在西班牙全國選舉中投票。他於2021年時接種2019冠狀病毒病疫苗，成為首位接種疫苗的萊昂人。他於2022年1月18日逝世，享嵩壽112歲341天，距離他的113歲生日還差24天。在他逝世之時，他共有14名孫子和22位曾孫，其中部份居住在巴利亚多利德。

## 長壽紀錄
- 2019年2月11日，薩圖尼諾·德拉富恩特成為超級人瑞，當時他是西班牙史上第八長壽的人[6]。
- 2019年8月28日，熱蘇斯·莫斯蒂奧·佩雷斯逝世，薩圖尼諾·德拉富恩特以110歲198天之齡成為西班牙在世最年長男性。
- 2020年6月27日，杜米特魯·科曼內斯庫逝世，薩圖尼諾·德拉富恩特以111歲137天之齡成為歐洲在世最年長男性[2]。
- 2021年，薩圖尼諾·德拉富恩特成為繼瑪麗亞·布拉尼亞斯·莫雷拉之後西班牙第二年長的人[7]。
- 2021年8月12日，埃米利奧·弗洛雷斯·馬爾克斯過世，薩圖尼諾·德拉富恩特以112歲182天之齡成為在世最年長男性。
- 2021年9月10日，他以112歲211天之齡獲金氏世界紀錄頒發「世界上最年長的男性」頭銜。

## 延伸閱讀
- 获验证的最长寿者列表